# Nejlepší nahrávač 1. české hokejové ligy
Nejlepší nahrávač 1. české hokejové ligy je ocenění udělované nejlepšímu nahrávači sezóny 1. české hokejové ligy. Sčítání statistik provádi web hokej.cz, který zaznamenává statistiky od roku 1999.

## Seznam nejlepších nahrávačů

### Základní část
| Sezóna    | Vítěz               | Klub                                      | Počet přihrávek |
| --------- | ------------------- | ----------------------------------------- | --------------- |
| 1994/1995 | Svatopluk Hermann   | HC Havířov                                | 36              |
| 1999/2000 | Martin Mihola       | HC Kometa Brno                            | 32              |
| 2000/2001 | Michal Oliverius    | SK Kadaň                                  | 32              |
| 2001/2002 | Vítězslav Jankových | Bílí Tygři Liberec                        | 30              |
| 2002/2003 | Petr Kaňkovský      | HC Dukla Jihlava                          | 34              |
| 2003/2004 | Petr Kaňkovský      | HC Dukla Jihlava                          | 42              |
| 2004/2005 | Václav Prospal      | HC České Budějovice                       | 60              |
| 2005/2006 | Oldřich Bakus       | HC Dukla Jihlava                          | 35              |
| 2006/2007 | Petr Kaňkovský      | HC Dukla Jihlava                          | 37              |
| 2007/2008 | Tomáš Čachotský     | HC Dukla Jihlava                          | 30              |
| 2008/2009 | Daniel Hodek        | HC Dukla Jihlava                          | 34              |
| 2009/2010 | Radek Duda          | KLH Chomutov                              | 37              |
| 2010/2011 | Vojtěch Němec       | HC Rebel Havlíčkův Brod                   | 29              |
| 2011/2012 | Lukáš Král          | HC Benátky nad Jizerou                    | 37              |
| 2012/2013 | David Výborný       | BK Mladá Boleslav                         | 37              |
| 2013/2014 | Tomáš Čachotský     | HC Dukla Jihlava                          | 47              |
| 2014/2015 | Jaroslav Kalla      | HC Stadion Litoměřice                     | 48              |
| 2015/2016 | David Stach         | Rytíři Kladno                             | 66              |
| 2016/2017 | Tomáš Čachotský     | HC Dukla Jihlava                          | 36              |
| 2017/2018 | Tomáš Nouza         | LHK Jestřábi Prostějov                    | 36              |
| 2018/2019 | Antonín Pechanec    | VHK ROBE Vsetín                           | 43              |
| 2019/2020 | Petr Kafka          | LHK Jestřábi Prostějov a HC Frýdek-Místek | 47              |
| 2020/2021 | Matěj Beran         | HC Stadion Litoměřice                     | 35              |
| 2021/2022 | Roman Přikryl       | HC Stadion Litoměřice                     | 34              |
| 2022/2023 | David Bartoš        | Draci Pars Šumperk                        | 37              |
| 2023/2024 | Luboš Rob           | VHK ROBE Vsetín                           | 36              |
| 2024/2025 | Tomáš Čachotský     | HC Dukla Jihlava                          | 34              |